# 티나 와이즈먼
티나 와이즈먼(Tina Wiseman, 1965년 9월 26일 ~ 2005년 2월 20일)은 미국의 배우, 텔레비전 배우, 영화배우이다.
호놀룰루에서 태어났으며 프리포트에서 사망하였다. 사인은 폐부종이다.

## 영화
- 호텔 에로티카 (2002년)
- 체인 히트 3 (1998년)
- 킥복싱 아카데미 (1997년)
- 마이애미 (1997년)